# Hôtel de Grospain
L'hôtel de Grospain est un hôtel particulier situé dans la ville d'Ornans dans le Doubs, en France.

## Localisation
L'hôtel est situé au 30 rue Saint-Laurent, au centre de la ville d'Ornans.

## Histoire
L'hôtel est construit au XVe siècle par la famille de Grospain. Elle est notamment habitée par Etienne de Grospain, qui en fait une description écrite. Racheté par la ville en 1590, il sert d'hôtel de ville jusqu'en 1825, date à laquelle il est racheté par un particulier.
L'escalier à vis de l'hôtel est inscrit au titre des monuments historiques le 19 juin 1939.

## Architecture
Le bâtiment possède un escalier à vis, seule partie protégée aux monuments historiques, ainsi qu'une échauguette.